# زینا مکی

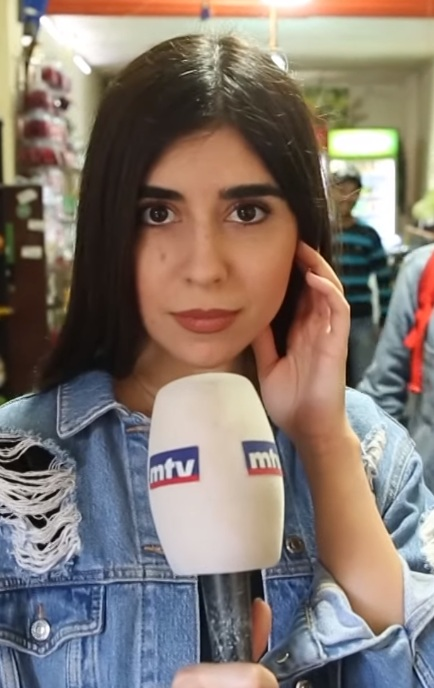

زینا مکی (۴ آوریل ۱۹۹۰) بازیگر و کارگردان لبنانی است. او در کویت به دنیا آمد و سپس در ۱۸ سالگی به لبنان بازگشت. از جمله آثار او می‌توان به فیلم "Habba Lulu " که برنده جایزه بهترین فیلم کوتاه مستند شد و فیلم "Bend Without Breaking" که در جشنواره فیلم موناکو ۲۰۱۲ به نمایش درآمد اشاره کرد. زینا همچنین در سریال یاسمین درب در کنار باسم مغنیه نقش آفرینی کرد که در ماه رمضان ۲۰۱۵ به نمایش درآمد او از بیماری اسکولیوز رنج می‌برد.